# Синът на Мария
„Синът на Мария“ е български игрален филм (драма) от 1982 година на режисьора Малина Петрова, по сценарий на Светослав Мичев. Оператор е Пламен Хинков. Музиката във филма е композирана от Боян Воденичаров.
Филмът е заснет в град Русе.

## Сюжет
Млад журналист попада на интересен материал за очерк. При изпълнение на служебния си дълг е загинала Мария – талантлив инженер-корабостроител. Съдбата ѝ се оказва твърде заплетена. Хората, които са я познавали, не са много словоохотливи. Журналистът започва да се съмнява, че Мария сама е търсила смъртта. Така постепенно започва да се изгражда портретът на Мария.

## Актьорски състав
Роли във филма изпълняват актьорите:
- Кирил Варийски – Журналистът Симеон Петров Суровянски / Иван Стефанов Дочев
- Камен Делчев – малкия Христофор Ниновски „Христо“
- Константин Димчев – Кирил Баев
- Васил Попилиев – Чичо Петър
- Петър Слабаков – Камен Огнянов
- Полина Доростолска – Детелина Карачорова, приятелката на Мария
- Евгения Кючукова – Баба Марина
- Тошко Николов – Иван
- Георги Дюлгеров – Следователят Асенов
- Крикор Хугасян
- Трайко Иванов
- Фолклорен танцов ансамбъл „Здравец“